# Hapoel Ramat Gan (pallamano)
L'Hapoel Ramat Gan è una squadra di pallamano maschile israeliana con sede a Ramat Gan.

## Palmarès

### Titoli nazionali
- Campionato israeliano: 2
  - 1968-69, 1970-71.